# 張九疇
張九疇（1444年—？），字天錫，陝西臨洮府狄道縣人，明朝政治人物。進士出身。

## 生平
陝西鄉試第六名。天順八年（1464年）甲申科會試第一百九十八名，殿試登進士第三甲第一百一十名。

## 家族
曾祖父張賢。祖父張傑。父亲張安，曾任訓導。